# 東洋一
東 洋一（あずま よういち、1949年〈昭和24年〉 - ）は、日本の古生物学者、学芸員。博士（理学）［東京大学］。日本の恐竜研究の第一人者。福井県立恐竜博物館名誉顧問、福井県立大学名誉教授、放送大学客員教授を兼任。そのほか、福井県立大学恐竜学研究所長、中国地質科学院地質研究所、浙江自然博物館、自貢恐竜博物館、河南省地質博物館の客員研究員などを歴任。
日本国内では、北海道大学、広島大学、福井大学などで非常勤講師、国外では、中国科学院古脊椎動物古人類学研究所などの客員研究員を務める。福井県勝山市での調査はもとより、日本各地の発掘現場や、中国、モンゴル、タイなど、海外の発掘にも足を運び、恐竜研究の先進地である中国やアメリカなどとの共同研究を重ねるなど、精力的に活動する。

## 経歴
広島県呉市出身。高校まで同地で暮らす。小学5年の夏、学習塾の先生に連れられて、海棲貝化石が産出することで有名な庄原市の西城川へ友人たちと化石採集に行き、鯨の化石を発見したこと、また海の貝や鯨の化石が山から出たことの不思議さに魅せられる。化石採集に夢中になり、数人の友人と中学まで何度も庄原市へ通う。中学時代は考古学クラブに所属する。
大学でも考古学研究会に所属する。福井大学教育学部中学校教育養成課程地質学専攻を卒業後、同大学同学部の技官教務員に就職する。その後、小学校教諭として朝日町立朝日小学校 勤務を経て、1981年（昭和56年）に福井県教育委員会文化課主事（福井県立博物館準備室）に着任し、福井県立博物館の建設準備に携わる。
この頃、日本で初めて草食恐竜（モシリュウ）の骨化石が岩手県で発見され、熊本県と群馬県でも肉食恐竜の歯や骨や足跡の化石が次々に発見された。それまで日本には恐竜はいなかったとされていたため、東も当時大いにロマンを駆り立てられたという。
1982年（昭和57年）6月7日、中生代貝化石研究の一環として、中国南京地質研究所の顧知微教授と千葉大学の前田四郎教授（いずれも当時）が勝山市北谷町杉山にある現在の恐竜化石発掘現場を訪れた。勝山市教育委員会から協力依頼を受け、県教育委員会文化課の東もこれに同行する。この現地調査で中生代のワニの歯化石が発見された。県立博物館の展示標本採集のため、同年7月に資料調査員と共に再び現地を調査すると、ワニの足、背骨、尻尾、頭骨、歯など、50個以上の骨を含む岩塊が発見された。後日、クリーニングを終えて姿を現したのは、日本初の中生代のワニの全身骨格であった。
1984年（昭和59年）4月に県立博物館が開館すると、8人いた学芸員の中で唯一人、自然系の学芸員（のち主任学芸員、総括学芸員）となる。翌1985年（昭和60年）9月、県教育研究所の研究員を介して、その3年前に当時鯖江市の女子中学生が石川県白峰村で見つけたという、動物の歯と思われる黒光りする化石を受け取る。「サメ」の歯ではないかと持ち込まれたその化石を観察して、恐竜の歯ではないかと東は直感し、横浜国立大学の長谷川善和教授（当時）に鑑定してもらうと、肉食恐竜の歯であることが判明した。発見場所を確認するため、同月に白峰村の協力を得て現地調査を行うと、桑島の化石壁で獣脚類と鳥脚類の足跡化石を発見し、この一帯に恐竜が闊歩していたことが明らかになった。その頃、開館した県立博物館の研究室を訪れた京都大学の亀井節夫教授（当時）に未同定の骨を見てもらい、これは恐竜の骨の可能性があるとの意見を受けていた。以前ワニの化石を発見したとき、判然とはしなかったものの、恐竜らしき骨も見つけていたので、県庁などに掛け合って福井県でも発掘させてほしいと懇願し、再び勝山市の現場を調査することになる。
1988年（昭和63年）8月、勝山市北谷町杉山で「恐竜化石発掘予備調査」を4日間実施すると、2本の肉食恐竜（獣脚類）の歯が見つかり、福井県でも恐竜の化石が出ることが初めて確認された。調査の結果を栗田幸雄知事（当時）に報告して持参した恐竜の歯を見せると、知事は興味を示し、本格的な調査をやらないかと東に提案した。東が提案を受諾すると、次年度予算に恐竜化石調査費が計上された。
県の事業として、勝山市北谷町杉山で1989年（平成元年）4月から、5ヶ年計画となる国内初の本格的な恐竜化石発掘調査（第1次調査）を開始した。横浜国立大学の長谷川善和教授や東京大学の濱田隆士教授（いずれも当時）も調査に加わった。すると、5年の間に草食恐竜（竜脚類のイグアノドン類）の歯、鳥脚類の骨を含む、8種・300点以上の骨格化石や足跡化石が発見され、勝山は日本一の恐竜化石産出地となった。しかし、当時の日本では化石を発見しても研究のために比較する資料も文献もなかった。そこで東は、日本で開催された中国の企画展で機会を捉えて、恐竜研究の世界的権威である中国科学院古脊椎動物古人類学研究所（北京）の董枝明教授と出会い、1989年（平成元年）10月を始めに彼の研究室を訪問して研究指導を仰ぐとともに、比較資料と文献を提供してもらうことに成功し、なんとか研究に適う環境を整えることができた。その後も、董には継続的に指導や助言を受け、中国各地の恐竜化石発掘現場や恐竜関係の博物館を一緒に歩いたり、日中共同調査を企画したり、後に設立される県立恐竜博物館に展示する中国産恐竜骨格のレプリカ製作に関わる他館との交渉に協力してもらったりするなど、多方面で世話になったという。東の訪中回数は生涯で100回を超えた。
その後も独学で調査・研究を進め、1993年（平成5年）には、東京大学で博士（理学）の学位を取得する。論文の題は "The Early Cretaceous dinosaur ichnofauna and its paleoenvironmental development in the Tetori group, Japan" （和題：手取層群の白亜紀前期恐竜印跡動物群とその古環境変遷）であった。
1989年（平成元年）以来、県立博物館の恐竜化石発掘調査は大きな成果を上げていたが、当時の県立博物館の自然史系の展示エリアはかなり手狭であり、開館10年目（平成5年度）に向けて、自然史系の充実も含めた増築の検討が進められていた。しかし、時の栗田知事には別の独自の考えがあったようで、1995年（平成7年）9月に新博物館建設のため、放送大学の濱田隆士教授（当時）を委員長とする「福井県立恐竜博物館（仮称）基本構想・計画策定委員会」が立ち上げられた。これに伴って、東は県教育庁文化課の兼務を命じられ、同委員会の事務的業務および新博物館の常設展示の具体的な企画立案に着手することになる。新博物館建設の参考にするため、カナダやアメリカの主要な博物館を視察して回る。また、新博物館の展示の中核となる恐竜骨格標本の収集にあたり、中国との交渉は董の協力を得て進められ、カナダ、アメリカ、イギリス、フランス、ドイツ、イタリアなどの博物館とも、主に東の知り合いの研究者の協力を得て交渉が重ねられ、2000年（平成12年）7月の開館時までに計35体の恐竜骨格が揃えられた。
1995年（平成7年）に新博物館の建設準備が始まる以前から、東は海外の博物館を視察に訪れていた。1992年（平成4年）に国立科学博物館の冨田幸光博士から同年10月にカナダのトロントで開催予定の古脊椎動物学会に誘われ、その際、恐竜の展示で有名なロイヤル・ティレル古生物学博物館（アルバータ州）を見学する機会に恵まれた。この博物館に在籍する世界的な恐竜研究者のフィリップ・J・カリー博士とは、1989年（平成元年）に北京の董研究室で偶然出会い、後に東と共同でフクイラプトル・キタダニエンシスを記載している。この研修旅行では、トロントにあるロイヤルオンタリオ博物館、ニューヨークにあるアメリカ自然史博物館、ワシントンD.C.にあるスミソニアン国立自然史博物館などの著名な自然史博物館も見学している。1996年（平成8年）11月には、冨田とともにドイツにあるゼンケンベルク自然博物館を訪問し、ミイラ状態のエドモントサウルスの実物化石展示に驚く。同館の館長に複製製作の許可を求めて断られるも、3度の訪独で、ヨハネス・ユストゥス・ライン博士と彼の友人であるガイラーなど、ドイツ人研究者が手取層群の研究に貢献した歴史や、日本とドイツの友好関係を粘り強く説明して、最終的に許可を得ることに成功し、県立恐竜博物館の展示に生かされた。同じ時期にイギリスの大英自然史博物館も訪れ、冨田の知人であるアンジェラ・ミルナー博士と面会して、同博物館が所蔵する羽毛のついた最初の始祖鳥骨格標本から型取りしてもらった複製標本と、同様にドイツのベルリン自然史博物館が保管している始祖鳥標本から型を取った複製標本も、県立恐竜博物館の貴重な展示品の一つとなっている。
こうした東と関係者の尽力が結実して、2000年（平成12年）7月14日、恐竜エキスポふくい2000に併せて福井県立恐竜博物館が勝山市村岡町に新規開館した。2009年（平成21年）4月には同館の館長に、2010年（平成22年）4月には特別館長に就任する。
第1次・第2次調査の学術的成果として県立恐竜博物館が開館し、その後も福井県による恐竜化石発掘調査は第3次・第4次と断続的に行われており、東は昭和63年（1988年）の予備調査以来、30年以上、県の発掘調査に携わっている。発掘調査の学術的成果は博物館の展示にとどまらず、平成25年（2013年）4月には福井県立大学に「恐竜学研究所」が開設された。さらに平成30年（2018年）には、同大学院の生物資源学研究科に「古生物学コース」が設けられ、研究成果は後進の育成にも活かされることになる。このような展開は東も予期していなかった成果だという。
2020年（令和2年）3月末に福井県立大学恐竜学研究所長と福井県立恐竜博物館特別館長を退任した。特別館長に年齢の上限はなかったものの、県立大学で勤務可能な教員の年齢の上限は70歳であり、これにあわせて退職することとなった。同年4月1日付で、同大学から名誉教授の称号を授けられ、杉本達治知事から同博物館の名誉顧問の称号を贈られた。

## 著作

### 学術論文
博士論文
- 東洋一「The Early Cretaceous dinosaur ichnofauna and its paleoenvironmental development in the Tetori group, Japan（手取層群の白亜紀前期恐竜印跡動物群とその古環境変遷）」1993年3月、doi:10.11501/3095965。

共著論文
- 柴田正輝、尤海魯、東洋一「日本の恐竜研究はどこまできたのか？：東・東南アジアの前期白亜紀恐竜フォーナの比較」『化石』第101巻、日本古生物学会、2017年3月、23-41頁、doi:10.14825/kaseki.101.0_23。

### 監訳文献
- Paul, Gregory S.『グレゴリー・ポール恐竜事典』東洋一・今井拓哉監訳（原著第2版）、共立出版、2020年8月。ISBN 978-4-320-04738-9。